# مکس بنت
مکس بنت (زاده ۲۴ نوامبر ۱۹۸۴) (به انگلیسی: Max Bennett) بازیگر انگلیسی است که بیشتر در تلویزیون به خاطر بازی در نقش مونک آدرلی در پولدارک در شبکه بی‌بی‌سی شناخته شده‌است. در فیلم، او به خاطر بازی در نقش دیوید در فیلم زندگینامهٔ فردی مرکوری و نقش براون در فیلم جنایی آقایان شناخته شده‌است.
وی به‌طور گسترده در تئاتر لندن، با نقش‌های اصلی در تئاتر وست اند، وارهوس دونمار، رویال کورت، یانگ ویک، شکسپیرگلوب و تئاتر ملی اجرا کرده‌است.

## اوایل زندگی
بنت در لیتونستون، لندن به دنیا آمد و در مدرسه لاتیمر در ادمونتون شرکت کرد که در آن او نقش اصلی تئاتر هملت را بازی کرد. او با تئاتر ملی جوانان تمرین کرد و در تهیه کنندگی مرشد و مارگاریتا در Lyric Hammersmith ظاهر شد. بنت در کالج کوئینز، کمبریج، زبانهای مدرن و قرون وسطایی (فرانسوی و ایتالیایی) را فرا گرفت.

## حرفه
اولین نقش حرفه ای بنت در فیلم بود، در حالی که او هنوز در پاریس زندگی می‌کرد. او در کمدی ۹۹ فرانک در مقابل ژان دوژاردن ظاهر شد، پس از این اتفاق در سال بعد، در سریال دوشس، با بازی کیرا نایتلی ظاهر شد.
سال ۲۰۰۸ تایمز به عنوان یکی از «تولیدات دهه» از بازی او نام برد. در سال ۲۰۰۹ بنت موفق به کسب جایزه دوم در جوایز یان چارسون برای دو اجرا: به عنوان فرانک در تئاتر حرفه خانم وارن و به عنوان کلودیو در قیاس برای قیاس شد.
ایفای نقش دیگر او در تلویزیون در سریال درام پزشکی ۲۰۱۵ در شبکه سی تی وی، نجات امید ، قبل از یک قسمت از تلاش شبکه ITV در سال 2016 بود.
در ۲۰۱۹ بنت ، در فیلم زندگی‌نامه فردی مرکوری ، بوهمین راپسودی، نقش دیوید، شریک جدید ماری آستین را ایفا کرد.
در سال ۲۰۱۹ ، بنت به صحنه تئاتر برگشت و با ایفا در نمایش آنا در تئاتر ملی و نمایش «رئیس شیطانی مسیحی» ظاهر شد.
بنت دوباره در سال ۲۰۲۰ روی پرده بزرگ رفت و نقش براون را در آقایان به کارگردانی گای ریچی بازی کرد.

## تئاتر
- جک لین در تخت گیاهان دارویی (تئاتر سالیزبری، کارولین لسلی) ۲۰۰۸[۱۵]
- جیمز در فینیستر (تئاتر مکس وبستر) ۲۰۰۸[۱۶]
- تیستس در توئستس (مرکز هنرهای باتسریا، لیبی پن) ۲۰۰۸
- بنوولیو / فری جان در رومئو و ژولیت (تئاتر خاطره در تالار معبد میانه، تامارا هاروی) ۲۰۰۸
- والتر کنت در زباله (تئاتر آلمیدا، ساموئل وست) ۲۰۰۸
- کلادیو در قیاس برای قیاس (تئاتر رویال پلیموث / تور ملی، جیمی گلور) ۲۰۰۹ (جایزه دوم یان چارسون)[۱۷]
- فرانک در حرفه خانم وارن (تئاتر هارولد پینتر / تئاتر کمدی / تئاتر رویال، باث / تور ملی، مایکل رودمن) 2009[۱۸] (جایزه دوم جوایز ایان چارسون)
- Hérault Séchelles در مرگ دانتون (تئاتر ملی، گراند مایکل) ۲۰۱۰
- پسر در ساخت (اتاق چاپ، لوسی بیلی) 2010[۱۹]
- دیمیتریوس / تام اسنات در رویای شب نیمه تابستان (پیشانی، ناتالی آبراهامی) ۲۰۱۱
- فردیناند در لوئیز میلر (انبار دونمار، مایکل بزرگ) 2011[۲۰]
- تام در این بایسیلدون (تئاتر رویال کورت، دومینیک کوک) 2012[۲۱]
- هری ویلیز در پوش (تئاتر دوک یورک، لیندزی تانر) ۲۰۱۲[۲۲]
- مارات و قول (انبار دونار در استودیوی ترافالگار، الکس سیمز) ۲۰۱۲
- پیوتر در زمان برای درو (تئاتر رویال دربار، کارولین استینبیس) ۲۰۱۳[۲۳]
- گرگ در حرف نسبتاً معمولی (تئاتر ویندام / تور ملی، لیندسی پوسنر) ۲۰۱۳[۲۴]
- ادموند در شاه لیر (تئاتر شیچستر جشنواره / آکادمی موسیقی بروکلین، آنگوس جکسون) ۲۰۱۳[۲۵]
- جیووانی در 'Tis Pity She’s Whore (تئاتر سام واناماکر در شکسپیر گلوب، مایکل لانگ هورست) ۲۰۱۴[۲۶]
- تونی در گاو (یانک ویک، کلر لیزیمور) ۲۰۱۵
- کریستین نویمان در آنا (تئاتر ملی، ناتالی آبراهامی) ۲۰۱۹

## فیلم
| سال      | عنوان                  | نقش       | یادداشت |
| -------- | ---------------------- | --------- | ------- |
| ۲۰۰۷     | ۹۹ فرانک               | شماره یک  |         |
| ۲۰۰۸     | دوشس                   | لرد والتر |         |
| ۲۰۱۲     | آنا کارنینا            | پتریتسکی  |         |
| ۲۰۱۲     | سوئینی                 | سیمس      |         |
| ۲۰۱۳     | ایستگاه اعداد          | کارورز    |         |
| ۲۰۱۵     | Set the Thames on Fire | سال       |         |
| ۲۰۱۸     | بوهمین راپسودی         | دیوید     |         |
| سال ۲۰۲۰ | آقایان                 | براون     |         |

## تلویزیون
| سال  | عنوان            | نقش                | یادداشت                   |
| ---- | ---------------- | ------------------ | ------------------------- |
| ۲۰۱۳ | جهان بزرگ بد     | سندی               | قسمت: "قسمت 5"            |
| ۲۰۱۵ | قتل‌های میانسال   | کوین پانتون        | قسمت: «یک قاتل پرنعمت»    |
| ۲۰۱۵ | نجات امید        | پزشک پاتریک کورتیس | ۴ قسمت                    |
| ۲۰۱۶ | تلاش             | گیدئون فین         | قسمت: «آرکادیا»           |
| ۲۰۱۶ | تاج توخالی       | جان تالبوت         | قسمت: «هنری ششم قسمت اول» |
| ۲۰۱۷ | پادشاه چارلز سوم | کوتوتسی            | فیلم                      |
| ۲۰۱۷ | اراده            | رابرت ساوتول       | بازیگر اصلی               |
| ۲۰۱۸ | پولدارک          | مانک آدرلی         | بازیگر اصلی               |

## جوایز و نامزدها
| سال  | جایزه             | دسته‌بندی                                               | تولید(ها)                            | نتیجه     |
| ---- | ----------------- | ------------------------------------------------------ | ------------------------------------ | --------- |
| ۲۰۰۹ | جوایز یان چارلزون | بهترین عملکرد صحنه کلاسیک توسط یک بازیگر زیر ۳۰ سال سن | کسب و کار خانم وارن و قیاس برای قیاس | جایزه دوم |